# Saint-Aubin-des-Châteaux
Saint-Aubin-des-Châteaux település Franciaországban, Loire-Atlantique megyében. Lakosainak száma 1749 fő (2022. január 1.). Saint-Aubin-des-Châteaux Châteaubriant, Louisfert, Rougé, Ruffigné, Saint-Vincent-des-Landes és Sion-les-Mines községekkel határos.

## Népesség
A település népessége az elmúlt években az alábbi módon változott:
| Lakosok száma | 1472 | 1351 | 1346 | 1456 | 1688 | 1765 | 1795 | 1763 | 1741 | 1749 |
|               | 1968 | 1982 | 1990 | 2006 | 2013 | 2015 | 2017 | 2019 | 2020 | 2022 |